# Doboz (eszköz)
A doboz merev falú, jellemzően téglatest alakú, üreges eszköz, amelyet tartalmának védelmére, csomagolására, tárolására, szállítására használnak. Dobozokat a céljuknak megfelelően készítenek tartósabb (fa, fém, műanyag), illetve rövidebb élettartamra szánt (pl. kartonpapír) anyagokból. A magyar nyelvben általában doboznak nevezzük az ételek (konzervek), italok csomagolására használt kisebb méretű, hengeres fémtartályt is.
Átvitt értelemben a doboz szó használatos például szöveg keretezésére, elemek csoportosítására használt téglalap alakú befoglalóra (szövegdoboz) is.
A cajón nevű hangszer magyar neve is doboz, amelyet hasonló felépítése (üreges, fából készült téglatest) okán kapott.
- Üres kartondoboz
- Szivardoboz
- Élelmiszerek, gyógyszerek és különféle háztartási cikkek papírból készült dobozai
- Fadoboz tűzijátékok tárolására
- Üres konzervdoboz